# Dyslokacja Straży Granicznej 1 lutego 1930 roku
| Dyslokacja pododdziałów Straży Granicznej z dnia 1 lutego 1930 | Dyslokacja pododdziałów Straży Granicznej z dnia 1 lutego 1930 | Dyslokacja pododdziałów Straży Granicznej z dnia 1 lutego 1930 | Dyslokacja pododdziałów Straży Granicznej z dnia 1 lutego 1930 | Dyslokacja pododdziałów Straży Granicznej z dnia 1 lutego 1930 | Dyslokacja pododdziałów Straży Granicznej z dnia 1 lutego 1930 |
| -------------------------------------------------------------- | -------------------------------------------------------------- | -------------------------------------------------------------- | -------------------------------------------------------------- | -------------------------------------------------------------- | -------------------------------------------------------------- |
| Komenda Straży Granicznej w Warszawie ulica Leszno 5           |                                                                |                                                                |                                                                |                                                                |                                                                |
|                                                                | Intendentura Straży Granicznej w Warszawie ulica Długa 10      |                                                                |                                                                |                                                                |                                                                |
| Centralna Szkoła Straży Granicznej w Górze Kalwarii            |                                                                |                                                                |                                                                |                                                                |                                                                |
| Zakład Tresury Psów Granicznych w Walewicach                   |                                                                |                                                                |                                                                |                                                                |                                                                |
| Inspektorat Okręgowy nr VI Warszawa ul. Długa 31               |                                                                |                                                                |                                                                |                                                                |                                                                |
|                                                                |                                                                | komisariat wewnętrzny SG „Warszawa”                            |                                                                |                                                                |                                                                |
| komisariat wewnętrzny SG „Łódź” pl. Dąbrowskiego 1             |                                                                |                                                                |                                                                |                                                                |                                                                |
| komisariat wewnętrzny SG „Kraków” ul. Słowackiego 66           |                                                                |                                                                |                                                                |                                                                |                                                                |
| komisariat wewnętrzny SG „Lwów” ul. Grunwaldzka 99a            |                                                                |                                                                |                                                                |                                                                |                                                                |
| komisariat wewnętrzny SG „Białystok” ul. Częstochowska 19      |                                                                |                                                                |                                                                |                                                                |                                                                |
| inspektoraty okręgowe Straży Granicznej                        | inspektoraty graniczne Straży Granicznej                       | komisariaty Straży Granicznej                                  | placówki I linii Straży Granicznej                             | placówki II linii Straży Granicznej                            |                                                                |
| Mazowiecki IOSG Ciechanów                                      | IG nr 1 „Stawiski”                                             | Janówka                                                        | Korytki                                                        | Janówka                                                        |                                                                |
| Mazowiecki IOSG Ciechanów                                      | IG nr 1 „Stawiski”                                             | Janówka                                                        | Rudki                                                          | Janówka                                                        |                                                                |
| Mazowiecki IOSG Ciechanów                                      | IG nr 1 „Stawiski”                                             | Janówka                                                        | Młynek                                                         | Janówka                                                        |                                                                |
| Mazowiecki IOSG Ciechanów                                      | IG nr 1 „Stawiski”                                             | Rajgród                                                        | Popowo                                                         | Rajgród                                                        |                                                                |
| Mazowiecki IOSG Ciechanów                                      | IG nr 1 „Stawiski”                                             | Rajgród                                                        | Okoniówek                                                      | Sztabin                                                        |                                                                |
| Mazowiecki IOSG Ciechanów                                      | IG nr 1 „Stawiski”                                             | Rajgród                                                        | Skrodzkie                                                      |                                                                |                                                                |
| Mazowiecki IOSG Ciechanów                                      | IG nr 1 „Stawiski”                                             | Grajewo                                                        | Kosówka                                                        | Grajewo                                                        |                                                                |
| Mazowiecki IOSG Ciechanów                                      | IG nr 1 „Stawiski”                                             | Grajewo                                                        | Bogusze                                                        | Ciemnoszyje                                                    |                                                                |
| Mazowiecki IOSG Ciechanów                                      | IG nr 1 „Stawiski”                                             | Grajewo                                                        | Kurki                                                          |                                                                |                                                                |
| Mazowiecki IOSG Ciechanów                                      | IG nr 1 „Stawiski”                                             | Szczuczyn                                                      | Rakowo                                                         | Szczuczyn                                                      |                                                                |
| Mazowiecki IOSG Ciechanów                                      | IG nr 1 „Stawiski”                                             | Szczuczyn                                                      | Czarnowo                                                       | Stawiski                                                       |                                                                |
| Mazowiecki IOSG Ciechanów                                      | IG nr 1 „Stawiski”                                             | Szczuczyn                                                      | Milewo                                                         |                                                                |                                                                |
| Mazowiecki IOSG Ciechanów                                      | IG nr 1 „Stawiski”                                             | Kolno                                                          | Kielcze-Kopki                                                  | Kolno                                                          |                                                                |
| Mazowiecki IOSG Ciechanów                                      | IG nr 1 „Stawiski”                                             | Kolno                                                          | Brzozowo                                                       | Kolno                                                          |                                                                |
| Mazowiecki IOSG Ciechanów                                      | IG nr 1 „Stawiski”                                             | Kolno                                                          | Wincenta                                                       | Kolno                                                          |                                                                |
| Mazowiecki IOSG Ciechanów                                      | IG nr 1 „Stawiski”                                             | Leman                                                          | Olszanka                                                       | Leman                                                          |                                                                |
| Mazowiecki IOSG Ciechanów                                      | IG nr 1 „Stawiski”                                             | Leman                                                          | Łacha                                                          | Leman                                                          |                                                                |
| Mazowiecki IOSG Ciechanów                                      | IG nr 1 „Stawiski”                                             | Leman                                                          | Zimna                                                          | Leman                                                          |                                                                |
| Mazowiecki IOSG Ciechanów                                      | IG nr 1 „Stawiski”                                             | Leman                                                          | Pudełko                                                        | Leman                                                          |                                                                |
| Mazowiecki IOSG Ciechanów                                      | IG nr 2 „Przasnysz”                                            | Myszyniec                                                      | Warmiak Duży                                                   | Myszyniec                                                      |                                                                |
| Mazowiecki IOSG Ciechanów                                      | IG nr 2 „Przasnysz”                                            | Myszyniec                                                      | Dąbrowy                                                        | Kadzidło                                                       |                                                                |
| Mazowiecki IOSG Ciechanów                                      | IG nr 2 „Przasnysz”                                            | Myszyniec                                                      | Pełty                                                          | Ostrołęka                                                      |                                                                |
| Mazowiecki IOSG Ciechanów                                      | IG nr 2 „Przasnysz”                                            | Krukowo                                                        | Ruchaje                                                        | Krukowo                                                        |                                                                |
| Mazowiecki IOSG Ciechanów                                      | IG nr 2 „Przasnysz”                                            | Krukowo                                                        | Cupel                                                          | Krukowo                                                        |                                                                |
| Mazowiecki IOSG Ciechanów                                      | IG nr 2 „Przasnysz”                                            | Krukowo                                                        | Zaręby                                                         | Krukowo                                                        |                                                                |
| Mazowiecki IOSG Ciechanów                                      | IG nr 2 „Przasnysz”                                            | Chorzele                                                       | Sosnówek                                                       | Chorzele                                                       |                                                                |
| Mazowiecki IOSG Ciechanów                                      | IG nr 2 „Przasnysz”                                            | Chorzele                                                       | Chorzele                                                       | Przasnysz                                                      |                                                                |
| Mazowiecki IOSG Ciechanów                                      | IG nr 2 „Przasnysz”                                            | Chorzele                                                       | Wasiły-Zygny                                                   |                                                                |                                                                |
| Mazowiecki IOSG Ciechanów                                      | IG nr 2 „Przasnysz”                                            | Szczepkowo-Borowe                                              | Janowo                                                         | Szczepkowo-Borowe                                              |                                                                |
| Mazowiecki IOSG Ciechanów                                      | IG nr 2 „Przasnysz”                                            | Szczepkowo-Borowe                                              | Górowo-Trząski                                                 | Janowo                                                         |                                                                |
| Mazowiecki IOSG Ciechanów                                      | IG nr 2 „Przasnysz”                                            | Szczepkowo-Borowe                                              | Gołębie                                                        |                                                                |                                                                |
| Mazowiecki IOSG Ciechanów                                      | IG nr 2 „Przasnysz”                                            | Szczepkowo-Borowe                                              | Bonisław                                                       |                                                                |                                                                |
| Mazowiecki IOSG Ciechanów                                      | IG nr 2 „Przasnysz”                                            | Działdowo                                                      | Białuty                                                        | Działdowo                                                      |                                                                |
| Mazowiecki IOSG Ciechanów                                      | IG nr 2 „Przasnysz”                                            | Działdowo                                                      | Chorap Pruski                                                  | Mława                                                          |                                                                |
| Mazowiecki IOSG Ciechanów                                      | IG nr 2 „Przasnysz”                                            | Działdowo                                                      | Krasnałąka                                                     | Ciechanów                                                      |                                                                |
| Mazowiecki IOSG Ciechanów                                      | IG nr 2 „Przasnysz”                                            | Działdowo                                                      | Wilamowo                                                       |                                                                |                                                                |
| Mazowiecki IOSG Ciechanów                                      | IG nr 2 „Przasnysz”                                            | Działdowo                                                      | Uzdowo                                                         |                                                                |                                                                |
| Mazowiecki IOSG Ciechanów                                      | IG nr 2 „Przasnysz”                                            | Działdowo                                                      | Działdowo                                                      |                                                                |                                                                |
| Mazowiecki IOSG Ciechanów                                      | IG nr 3 „Brodnica”                                             | Rybno                                                          | Żabiny                                                         | Rybno                                                          |                                                                |
| Mazowiecki IOSG Ciechanów                                      | IG nr 3 „Brodnica”                                             | Rybno                                                          |                                                                | Wądzyn                                                         | Lidzbark                                                       |
| Mazowiecki IOSG Ciechanów                                      | IG nr 3 „Brodnica”                                             | Rybno                                                          | Rumienica                                                      |                                                                |                                                                |
| Mazowiecki IOSG Ciechanów                                      | IG nr 3 „Brodnica”                                             | Rybno                                                          | Czerlin                                                        |                                                                |                                                                |
| Mazowiecki IOSG Ciechanów                                      | IG nr 3 „Brodnica”                                             | Lubawa                                                         | Wiśniewo                                                       | Lubawa                                                         |                                                                |
| Mazowiecki IOSG Ciechanów                                      | IG nr 3 „Brodnica”                                             | Lubawa                                                         | Pomierki                                                       | Lubawa                                                         |                                                                |
| Mazowiecki IOSG Ciechanów                                      | IG nr 3 „Brodnica”                                             | Lubawa                                                         | Gierłoż - Leśna                                                | Lubawa                                                         |                                                                |
| Mazowiecki IOSG Ciechanów                                      | IG nr 3 „Brodnica”                                             | Lubawa                                                         | Rodzone                                                        | Lubawa                                                         |                                                                |
| Mazowiecki IOSG Ciechanów                                      | IG nr 3 „Brodnica”                                             | Krotoszyny                                                     | Radomno-Tabory                                                 | Krotoszyny                                                     |                                                                |
| Mazowiecki IOSG Ciechanów                                      | IG nr 3 „Brodnica”                                             | Krotoszyny                                                     | Jamielnik                                                      | Brodnica                                                       |                                                                |
| Mazowiecki IOSG Ciechanów                                      | IG nr 3 „Brodnica”                                             | Krotoszyny                                                     | Szwarcenowo                                                    |                                                                |                                                                |
| Mazowiecki IOSG Ciechanów                                      | IG nr 3 „Brodnica”                                             | Krotoszyny                                                     | Fitowo                                                         |                                                                |                                                                |
| Mazowiecki IOSG Ciechanów                                      | IG nr 3 „Brodnica”                                             | Łasin                                                          | Sumin                                                          | Łasin                                                          |                                                                |
| Mazowiecki IOSG Ciechanów                                      | IG nr 3 „Brodnica”                                             | Łasin                                                          | Wielka Tymawa                                                  | Łasin                                                          |                                                                |
| Mazowiecki IOSG Ciechanów                                      | IG nr 3 „Brodnica”                                             | Łasin                                                          | Zawda                                                          | Łasin                                                          |                                                                |
| Mazowiecki IOSG Ciechanów                                      | IG nr 3 „Brodnica”                                             | Łasin                                                          | Nogat                                                          | Łasin                                                          |                                                                |
| Mazowiecki IOSG Ciechanów                                      | IG nr 3 „Brodnica”                                             | Świerkocin                                                     | Gardeja                                                        | Mokre                                                          |                                                                |
| Mazowiecki IOSG Ciechanów                                      | IG nr 3 „Brodnica”                                             | Świerkocin                                                     | Dusocin                                                        | Świerkocin                                                     |                                                                |
| Mazowiecki IOSG Ciechanów                                      | IG nr 3 „Brodnica”                                             | Świerkocin                                                     | Wielki Wełcz                                                   |                                                                |                                                                |
| Pomorski IOSG Czersk                                           | IG nr 4 „Tczew”                                                | Rakowiec                                                       | Nowe                                                           | Rakowiec                                                       |                                                                |
| Pomorski IOSG Czersk                                           | IG nr 4 „Tczew”                                                | Rakowiec                                                       | Bochlin                                                        | Czersk                                                         |                                                                |
| Pomorski IOSG Czersk                                           | IG nr 4 „Tczew”                                                | Rakowiec                                                       | Opalenie                                                       |                                                                |                                                                |
| Pomorski IOSG Czersk                                           | IG nr 4 „Tczew”                                                | Rakowiec                                                       | Tymawa                                                         |                                                                |                                                                |
| Pomorski IOSG Czersk                                           | IG nr 4 „Tczew”                                                | Szprudowo                                                      | Gniew                                                          | Szprudowo                                                      |                                                                |
| Pomorski IOSG Czersk                                           | IG nr 4 „Tczew”                                                | Szprudowo                                                      | Gronowo                                                        | Tczew                                                          |                                                                |
| Pomorski IOSG Czersk                                           | IG nr 4 „Tczew”                                                | Szprudowo                                                      | Małe Walichnowy                                                | Małe Słońce                                                    |                                                                |
| Pomorski IOSG Czersk                                           | IG nr 4 „Tczew”                                                | Skarszewy                                                      |                                                                | Dalwin                                                         |                                                                |
| Pomorski IOSG Czersk                                           | IG nr 4 „Tczew”                                                | Skarszewy                                                      | Skarszewy                                                      |                                                                |                                                                |
| Pomorski IOSG Czersk                                           | IG nr 4 „Tczew”                                                | Skarszewy                                                      | Arniki Dolne                                                   |                                                                |                                                                |
| Pomorski IOSG Czersk                                           | IG nr 4 „Tczew”                                                | Kartuzy                                                        |                                                                | Kartuzy                                                        |                                                                |
| Pomorski IOSG Czersk                                           | IG nr 4 „Tczew”                                                | Kartuzy                                                        | Egiertowo                                                      |                                                                |                                                                |
| Pomorski IOSG Czersk                                           | IG nr 4 „Tczew”                                                | Kartuzy                                                        | Borcz                                                          |                                                                |                                                                |
| Pomorski IOSG Czersk                                           | IG nr 4 „Tczew”                                                | Kartuzy                                                        | Żukowo                                                         |                                                                |                                                                |
| Pomorski IOSG Czersk                                           | IG nr 4 „Tczew”                                                | Kartuzy                                                        | Chwaszczyno                                                    |                                                                |                                                                |
| Pomorski IOSG Czersk                                           | IG nr 5 „Gdynia”                                               | Gdynia                                                         | Orłowo                                                         | Gdynia                                                         |                                                                |
| Pomorski IOSG Czersk                                           | IG nr 5 „Gdynia”                                               | Gdynia                                                         | Gdynia                                                         | Gdynia                                                         |                                                                |
| Pomorski IOSG Czersk                                           | IG nr 5 „Gdynia”                                               | Gdynia                                                         | Oksywie                                                        | Gdynia                                                         |                                                                |
| Pomorski IOSG Czersk                                           | IG nr 5 „Gdynia”                                               | Gdynia                                                         | Mechelinki                                                     | Gdynia                                                         |                                                                |
| Pomorski IOSG Czersk                                           | IG nr 5 „Gdynia”                                               | Puck                                                           | Puck                                                           | Puck                                                           |                                                                |
| Pomorski IOSG Czersk                                           | IG nr 5 „Gdynia”                                               | Puck                                                           | Wielka Wieś                                                    | Puck                                                           |                                                                |
| Pomorski IOSG Czersk                                           | IG nr 5 „Gdynia”                                               | Puck                                                           | Tupadły                                                        | Puck                                                           |                                                                |
| Pomorski IOSG Czersk                                           | IG nr 5 „Gdynia”                                               | Puck                                                           | Ostrowo                                                        | Puck                                                           |                                                                |
| Pomorski IOSG Czersk                                           | IG nr 5 „Gdynia”                                               | Hel                                                            | Hel                                                            | Hel                                                            |                                                                |
| Pomorski IOSG Czersk                                           | IG nr 5 „Gdynia”                                               | Hel                                                            | Jastarnia                                                      | Hel                                                            |                                                                |
| Pomorski IOSG Czersk                                           | IG nr 5 „Gdynia”                                               | Hel                                                            | Chałupy                                                        | Hel                                                            |                                                                |
| Pomorski IOSG Czersk                                           | IG nr 5 „Gdynia”                                               | Goszczyno                                                      | Karwińskie Błota                                               | Goszczyno                                                      |                                                                |
| Pomorski IOSG Czersk                                           | IG nr 5 „Gdynia”                                               | Goszczyno                                                      | Dębki                                                          | Goszczyno                                                      |                                                                |
| Pomorski IOSG Czersk                                           | IG nr 5 „Gdynia”                                               | Goszczyno                                                      | Żarnowiec                                                      | Goszczyno                                                      |                                                                |
| Pomorski IOSG Czersk                                           | IG nr 5 „Gdynia”                                               | Goszczyno                                                      | Lubocino                                                       | Goszczyno                                                      |                                                                |
| Pomorski IOSG Czersk                                           | IG nr 6 „Kościerzyna”                                          | Wejherowo                                                      | Warszkowo                                                      | Wejherowo                                                      |                                                                |
| Pomorski IOSG Czersk                                           | IG nr 6 „Kościerzyna”                                          | Wejherowo                                                      | Zamostne                                                       | Wejherowo                                                      |                                                                |
| Pomorski IOSG Czersk                                           | IG nr 6 „Kościerzyna”                                          | Wejherowo                                                      | Kębłowo                                                        | Wejherowo                                                      |                                                                |
| Pomorski IOSG Czersk                                           | IG nr 6 „Kościerzyna”                                          | Wejherowo                                                      | Strzebielino                                                   | Wejherowo                                                      |                                                                |
| Pomorski IOSG Czersk                                           | IG nr 6 „Kościerzyna”                                          | Linia                                                          | Tępcz                                                          | Liia                                                           |                                                                |
| Pomorski IOSG Czersk                                           | IG nr 6 „Kościerzyna”                                          | Linia                                                          | Tłuczewo                                                       | Liia                                                           |                                                                |
| Pomorski IOSG Czersk                                           | IG nr 6 „Kościerzyna”                                          | Linia                                                          | Kętrzyno                                                       | Liia                                                           |                                                                |
| Pomorski IOSG Czersk                                           | IG nr 6 „Kościerzyna”                                          | Linia                                                          | Niepoczołowice                                                 | Liia                                                           |                                                                |
| Pomorski IOSG Czersk                                           | IG nr 6 „Kościerzyna”                                          | Sierakowice                                                    | Kamienica                                                      | Sierakowice                                                    |                                                                |
| Pomorski IOSG Czersk                                           | IG nr 6 „Kościerzyna”                                          | Sierakowice                                                    | Załakowo                                                       | Sierakowice                                                    |                                                                |
| Pomorski IOSG Czersk                                           | IG nr 6 „Kościerzyna”                                          | Sierakowice                                                    | Łyśniewo                                                       | Sierakowice                                                    |                                                                |
| Pomorski IOSG Czersk                                           | IG nr 6 „Kościerzyna”                                          | Sierakowice                                                    | Dolina Jadwigi                                                 | Sierakowice                                                    |                                                                |
| Pomorski IOSG Czersk                                           | IG nr 6 „Kościerzyna”                                          | Sulęczyno                                                      | Borowy Las                                                     | Sulęczyno                                                      |                                                                |
| Pomorski IOSG Czersk                                           | IG nr 6 „Kościerzyna”                                          | Sulęczyno                                                      | Chośnica                                                       | Sulęczyno                                                      |                                                                |
| Pomorski IOSG Czersk                                           | IG nr 6 „Kościerzyna”                                          | Sulęczyno                                                      | Jamno                                                          | Sulęczyno                                                      |                                                                |
| Pomorski IOSG Czersk                                           | IG nr 6 „Kościerzyna”                                          | Sulęczyno                                                      | Gołczewo                                                       | Sulęczyno                                                      |                                                                |
| Pomorski IOSG Czersk                                           | IG nr 6 „Kościerzyna”                                          | Lipusz                                                         | Nakło                                                          | Lipusz                                                         |                                                                |
| Pomorski IOSG Czersk                                           | IG nr 6 „Kościerzyna”                                          | Lipusz                                                         | Skwierawy                                                      | Kościerzyna                                                    |                                                                |
| Pomorski IOSG Czersk                                           | IG nr 6 „Kościerzyna”                                          | Lipusz                                                         | Żeleniec                                                       |                                                                |                                                                |
| Pomorski IOSG Czersk                                           | IG nr 6 „Kościerzyna”                                          | Lipusz                                                         | Dywan                                                          |                                                                |                                                                |
| Pomorski IOSG Czersk                                           | IG nr 7 Chojnice                                               | Bokrzyszkowy                                                   | Skoszewo                                                       | Borzyszkowy                                                    |                                                                |
| Pomorski IOSG Czersk                                           | IG nr 7 Chojnice                                               | Bokrzyszkowy                                                   | Prądzonka                                                      | Borzyszkowy                                                    |                                                                |
| Pomorski IOSG Czersk                                           | IG nr 7 Chojnice                                               | Bokrzyszkowy                                                   | Wojsk                                                          | Borzyszkowy                                                    |                                                                |
| Pomorski IOSG Czersk                                           | IG nr 7 Chojnice                                               | Bokrzyszkowy                                                   | Glisno                                                         | Borzyszkowy                                                    |                                                                |
| Pomorski IOSG Czersk                                           | IG nr 7 Chojnice                                               | Brzeźno                                                        | Łąkie                                                          | Brzeźno                                                        |                                                                |
| Pomorski IOSG Czersk                                           | IG nr 7 Chojnice                                               | Brzeźno                                                        | Brzeźno                                                        | Prądzona                                                       |                                                                |
| Pomorski IOSG Czersk                                           | IG nr 7 Chojnice                                               | Brzeźno                                                        | Brzozowo                                                       |                                                                |                                                                |
| Pomorski IOSG Czersk                                           | IG nr 7 Chojnice                                               | Brzeźno                                                        | Wierzchocina                                                   |                                                                |                                                                |
| Pomorski IOSG Czersk                                           | IG nr 7 Chojnice                                               | Konarzyny                                                      | Kiełpin                                                        | Konarzyny                                                      |                                                                |
| Pomorski IOSG Czersk                                           | IG nr 7 Chojnice                                               | Konarzyny                                                      | Nowa Karczma                                                   | Konarzyny                                                      |                                                                |
| Pomorski IOSG Czersk                                           | IG nr 7 Chojnice                                               | Konarzyny                                                      | Konarzyny                                                      | Konarzyny                                                      |                                                                |
| Pomorski IOSG Czersk                                           | IG nr 7 Chojnice                                               | Konarzyny                                                      | Babilon                                                        | Konarzyny                                                      |                                                                |
| Pomorski IOSG Czersk                                           | IG nr 7 Chojnice                                               | Chojnice                                                       | Charzykowy                                                     | Chojnice                                                       |                                                                |
| Pomorski IOSG Czersk                                           | IG nr 7 Chojnice                                               | Chojnice                                                       | Władysławek                                                    | Chojnice                                                       |                                                                |
| Pomorski IOSG Czersk                                           | IG nr 7 Chojnice                                               | Chojnice                                                       | Szenfeld                                                       | Chojnice                                                       |                                                                |
| Pomorski IOSG Czersk                                           | IG nr 7 Chojnice                                               | Chojnice                                                       | Moszczenica                                                    | Chojnice                                                       |                                                                |
| Pomorski IOSG Czersk                                           | IG nr 7 Chojnice                                               | Kamień                                                         | Kamionka                                                       | Kamień                                                         |                                                                |
| Pomorski IOSG Czersk                                           | IG nr 7 Chojnice                                               | Kamień                                                         | Niwy                                                           | Ogorzeliny                                                     |                                                                |
| Pomorski IOSG Czersk                                           | IG nr 7 Chojnice                                               | Kamień                                                         | Witkowo                                                        |                                                                |                                                                |
| Pomorski IOSG Czersk                                           | IG nr 8 „Nakło”                                                | Sypniewo                                                       | Lutówko                                                        | Sępolno                                                        |                                                                |
| Pomorski IOSG Czersk                                           | IG nr 8 „Nakło”                                                | Sypniewo                                                       | Henrykowo                                                      | Sypniewo                                                       |                                                                |
| Pomorski IOSG Czersk                                           | IG nr 8 „Nakło”                                                | Sypniewo                                                       | Pustynia                                                       | Więcbork                                                       |                                                                |
| Pomorski IOSG Czersk                                           | IG nr 8 „Nakło”                                                | Sypniewo                                                       | Dorotowo                                                       |                                                                |                                                                |
| Pomorski IOSG Czersk                                           | IG nr 8 „Nakło”                                                | Łobżenica                                                      | Łobżanka                                                       | Łobżenica                                                      |                                                                |
| Pomorski IOSG Czersk                                           | IG nr 8 „Nakło”                                                | Łobżenica                                                      | Walentynowo                                                    | Łobżenica                                                      |                                                                |
| Pomorski IOSG Czersk                                           | IG nr 8 „Nakło”                                                | Łobżenica                                                      | Kunowo                                                         | Łobżenica                                                      |                                                                |
| Pomorski IOSG Czersk                                           | IG nr 8 „Nakło”                                                | Wysoka                                                         | Bądecz                                                         | Rudna                                                          |                                                                |
| Pomorski IOSG Czersk                                           | IG nr 8 „Nakło”                                                | Wysoka                                                         | Maryniec                                                       | Wysoka                                                         |                                                                |
| Pomorski IOSG Czersk                                           | IG nr 8 „Nakło”                                                | Wysoka                                                         | Żelgiewo                                                       | Brodna                                                         |                                                                |
| Pomorski IOSG Czersk                                           | IG nr 8 „Nakło”                                                | Kaczory                                                        | Jeziorki                                                       | Kaczory                                                        |                                                                |
| Pomorski IOSG Czersk                                           | IG nr 8 „Nakło”                                                | Kaczory                                                        | Kaczory                                                        | Grabowo                                                        |                                                                |
| Pomorski IOSG Czersk                                           | IG nr 8 „Nakło”                                                | Kaczory                                                        | Kalina Blok                                                    | Dziembowo                                                      |                                                                |
| Pomorski IOSG Czersk                                           | IG nr 8 „Nakło”                                                | Kaczory                                                        | Nakło                                                          |                                                                |                                                                |
| Wielkopolski IOSG Poznań                                       | IG nr 9 „Wronki”                                               | Ujście                                                         | Ujście                                                         | Ujście                                                         |                                                                |
| Wielkopolski IOSG Poznań                                       | IG nr 9 „Wronki”                                               | Ujście                                                         | Nowie                                                          | Ujście                                                         |                                                                |
| Wielkopolski IOSG Poznań                                       | IG nr 9 „Wronki”                                               | Ujście                                                         | Walkowice                                                      | Ujście                                                         |                                                                |
| Wielkopolski IOSG Poznań                                       | IG nr 9 „Wronki”                                               | Ujście                                                         | Romanowo                                                       | Ujście                                                         |                                                                |
| Wielkopolski IOSG Poznań                                       | IG nr 9 „Wronki”                                               | Czarnków                                                       | Czarnków                                                       | Inowrocław                                                     |                                                                |
| Wielkopolski IOSG Poznań                                       | IG nr 9 „Wronki”                                               | Czarnków                                                       | Ciszkowo                                                       | Czarnków                                                       |                                                                |
| Wielkopolski IOSG Poznań                                       | IG nr 9 „Wronki”                                               | Czarnków                                                       | Gulcz                                                          | Krucz                                                          |                                                                |
| Wielkopolski IOSG Poznań                                       | IG nr 9 „Wronki”                                               | Czarnków                                                       | Rosko                                                          |                                                                |                                                                |
| Wielkopolski IOSG Poznań                                       | IG nr 9 „Wronki”                                               | Wieleń                                                         | Wrzeszczyna                                                    | Wieleń                                                         |                                                                |
| Wielkopolski IOSG Poznań                                       | IG nr 9 „Wronki”                                               | Wieleń                                                         | Wieleń                                                         | Wronki                                                         |                                                                |
| Wielkopolski IOSG Poznań                                       | IG nr 9 „Wronki”                                               | Wieleń                                                         | Drawski Młyn                                                   |                                                                |                                                                |
| Wielkopolski IOSG Poznań                                       | IG nr 9 „Wronki”                                               | Wieleń                                                         | Drawsko                                                        |                                                                |                                                                |
| Wielkopolski IOSG Poznań                                       | IG nr 9 „Wronki”                                               | Piłka                                                          | Chełst                                                         | Piłka                                                          |                                                                |
| Wielkopolski IOSG Poznań                                       | IG nr 9 „Wronki”                                               | Piłka                                                          | Kwiejce                                                        | Piłka                                                          |                                                                |
| Wielkopolski IOSG Poznań                                       | IG nr 9 „Wronki”                                               | Piłka                                                          | Dębowiec                                                       | Piłka                                                          |                                                                |
| Wielkopolski IOSG Poznań                                       | IG nr 9 „Wronki”                                               | Piłka                                                          | Radusz                                                         | Piłka                                                          |                                                                |
| Wielkopolski IOSG Poznań                                       | IG nr 10 „Wolsztyn”                                            | Międzychód                                                     | Sowia Góra                                                     | Międzychód                                                     |                                                                |
| Wielkopolski IOSG Poznań                                       | IG nr 10 „Wolsztyn”                                            | Międzychód                                                     | Żmijowiec                                                      | Międzychód                                                     |                                                                |
| Wielkopolski IOSG Poznań                                       | IG nr 10 „Wolsztyn”                                            | Międzychód                                                     | Muchocin                                                       | Międzychód                                                     |                                                                |
| Wielkopolski IOSG Poznań                                       | IG nr 10 „Wolsztyn”                                            | Międzychód                                                     | Gorzycko Stare                                                 | Międzychód                                                     |                                                                |
| Wielkopolski IOSG Poznań                                       | IG nr 10 „Wolsztyn”                                            | Międzychód                                                     | Gorzeń                                                         | Międzychód                                                     |                                                                |
| Wielkopolski IOSG Poznań                                       | IG nr 10 „Wolsztyn”                                            | Silna                                                          | Stoki                                                          | Silna                                                          |                                                                |
| Wielkopolski IOSG Poznań                                       | IG nr 10 „Wolsztyn”                                            | Silna                                                          | Silna                                                          | Silna                                                          |                                                                |
| Wielkopolski IOSG Poznań                                       | IG nr 10 „Wolsztyn”                                            | Silna                                                          | Jabłonka                                                       | Silna                                                          |                                                                |
| Wielkopolski IOSG Poznań                                       | IG nr 10 „Wolsztyn”                                            | Silna                                                          | Stary Folwark                                                  | Silna                                                          |                                                                |
| Wielkopolski IOSG Poznań                                       | IG nr 10 „Wolsztyn”                                            | Zbąszyń                                                        | Strzyżewo                                                      | Zbąszyń                                                        |                                                                |
| Wielkopolski IOSG Poznań                                       | IG nr 10 „Wolsztyn”                                            | Zbąszyń                                                        | Nądnia                                                         | Nowy Tomyśl                                                    |                                                                |
| Wielkopolski IOSG Poznań                                       | IG nr 10 „Wolsztyn”                                            | Zbąszyń                                                        | Grójec                                                         |                                                                |                                                                |
| Wielkopolski IOSG Poznań                                       | IG nr 10 „Wolsztyn”                                            | Zbąszyń                                                        | Wąchobno                                                       |                                                                |                                                                |
| Wielkopolski IOSG Poznań                                       | IG nr 10 „Wolsztyn”                                            | Wolsztyn                                                       | Kopanica                                                       | Wolsztyn                                                       |                                                                |
| Wielkopolski IOSG Poznań                                       | IG nr 10 „Wolsztyn”                                            | Wolsztyn                                                       | Jarzyniec                                                      | Wolsztyn                                                       |                                                                |
| Wielkopolski IOSG Poznań                                       | IG nr 10 „Wolsztyn”                                            | Wolsztyn                                                       | Obra                                                           | Wolsztyn                                                       |                                                                |
| Wielkopolski IOSG Poznań                                       | IG nr 10 „Wolsztyn”                                            | Wolsztyn                                                       | Kębłowo                                                        | Wolsztyn                                                       |                                                                |
| Wielkopolski IOSG Poznań                                       | IG nr 10 „Wolsztyn”                                            | Kaszczor                                                       | Mochy                                                          | Wijewo                                                         |                                                                |
| Wielkopolski IOSG Poznań                                       | IG nr 10 „Wolsztyn”                                            | Kaszczor                                                       | Kaszczor                                                       | Wijewo                                                         |                                                                |
| Wielkopolski IOSG Poznań                                       | IG nr 10 „Wolsztyn”                                            | Kaszczor                                                       | Potrzebowo                                                     | Wijewo                                                         |                                                                |
| Wielkopolski IOSG Poznań                                       | IG nr 10 „Wolsztyn”                                            | Kaszczor                                                       | Radomyśl                                                       | Wijewo                                                         |                                                                |
| Wielkopolski IOSG Poznań                                       | IG nr 11 „Leszno”                                              | Włoszakowice                                                   | Zaborowiec                                                     | Włoszakowice                                                   |                                                                |
| Wielkopolski IOSG Poznań                                       | IG nr 11 „Leszno”                                              | Włoszakowice                                                   | Zbarzewo                                                       | Leszno ?                                                       |                                                                |
| Wielkopolski IOSG Poznań                                       | IG nr 11 „Leszno”                                              | Włoszakowice                                                   | Niechłód                                                       |                                                                |                                                                |
| Wielkopolski IOSG Poznań                                       | IG nr 11 „Leszno”                                              | Leszno                                                         | Długie Nowe                                                    | Zaborowo                                                       |                                                                |
| Wielkopolski IOSG Poznań                                       | IG nr 11 „Leszno”                                              | Leszno                                                         | Przybyszewo                                                    | Rydzyna                                                        |                                                                |
| Wielkopolski IOSG Poznań                                       | IG nr 11 „Leszno”                                              | Leszno                                                         | Zaborowo                                                       |                                                                |                                                                |
| Wielkopolski IOSG Poznań                                       | IG nr 11 „Leszno”                                              | Leszno                                                         | Tarnawa Łąka                                                   |                                                                |                                                                |
| Wielkopolski IOSG Poznań                                       | IG nr 11 „Leszno”                                              | Bojanowo                                                       | Jabłonna                                                       | Bojanowo                                                       |                                                                |
| Wielkopolski IOSG Poznań                                       | IG nr 11 „Leszno”                                              | Bojanowo                                                       | Gołaczyn                                                       | Bojanowo                                                       |                                                                |
| Wielkopolski IOSG Poznań                                       | IG nr 11 „Leszno”                                              | Bojanowo                                                       | Pakowka                                                        | Bojanowo                                                       |                                                                |
| Wielkopolski IOSG Poznań                                       | IG nr 11 „Leszno”                                              | Rawicz                                                         | Żylice                                                         | Rawicz                                                         |                                                                |
| Wielkopolski IOSG Poznań                                       | IG nr 11 „Leszno”                                              | Rawicz                                                         | Masłowo                                                        | Rawicz                                                         |                                                                |
| Wielkopolski IOSG Poznań                                       | IG nr 11 „Leszno”                                              | Rawicz                                                         | Dębno                                                          | Rawicz                                                         |                                                                |
| Wielkopolski IOSG Poznań                                       | IG nr 11 „Leszno”                                              | Rawicz                                                         | Zielona Wieś                                                   | Rawicz                                                         |                                                                |
| Wielkopolski IOSG Poznań                                       | IG nr 11 „Leszno”                                              | Rawicz                                                         | Łąkty                                                          | Rawicz                                                         |                                                                |
| Wielkopolski IOSG Poznań                                       | IG nr 11 „Leszno”                                              | Jutrosin                                                       | Białykał                                                       | Jutrosin                                                       |                                                                |
| Wielkopolski IOSG Poznań                                       | IG nr 11 „Leszno”                                              | Jutrosin                                                       | Szkaradowo                                                     | Jutrosin                                                       |                                                                |
| Wielkopolski IOSG Poznań                                       | IG nr 11 „Leszno”                                              | Jutrosin                                                       | Jeziora                                                        | Jutrosin                                                       |                                                                |
| Wielkopolski IOSG Poznań                                       | IG nr 11 „Leszno”                                              | Jutrosin                                                       | Nad Stawem                                                     | Jutrosin                                                       |                                                                |
| Wielkopolski IOSG Poznań                                       | IG nr 12 „Ostrów”                                              | Krotoszyn                                                      | Ruda                                                           | Krotoszyn                                                      |                                                                |
| Wielkopolski IOSG Poznań                                       | IG nr 12 „Ostrów”                                              | Krotoszyn                                                      | Zduny                                                          | Krotoszyn                                                      |                                                                |
| Wielkopolski IOSG Poznań                                       | IG nr 12 „Ostrów”                                              | Krotoszyn                                                      | Sulmierzyce                                                    | Krotoszyn                                                      |                                                                |
| Wielkopolski IOSG Poznań                                       | IG nr 12 „Ostrów”                                              | Krotoszyn                                                      | Uciechów                                                       | Krotoszyn                                                      |                                                                |
| Wielkopolski IOSG Poznań                                       | IG nr 12 „Ostrów”                                              | Sośnie                                                         | Bogdaj                                                         | Sośnie                                                         |                                                                |
| Wielkopolski IOSG Poznań                                       | IG nr 12 „Ostrów”                                              | Sośnie                                                         | Starza                                                         | Ostrów                                                         |                                                                |
| Wielkopolski IOSG Poznań                                       | IG nr 12 „Ostrów”                                              | Sośnie                                                         | Konradów                                                       |                                                                |                                                                |
| Wielkopolski IOSG Poznań                                       | IG nr 12 „Ostrów”                                              | Sośnie                                                         | Dobrzec                                                        |                                                                |                                                                |
| Wielkopolski IOSG Poznań                                       | IG nr 12 „Ostrów”                                              | Sośnie                                                         | Pawłów                                                         |                                                                |                                                                |
| Wielkopolski IOSG Poznań                                       | IG nr 12 „Ostrów”                                              | Kobyla Góra                                                    | Kąty Śląskie                                                   | Kobyla Góra                                                    |                                                                |
| Wielkopolski IOSG Poznań                                       | IG nr 12 „Ostrów”                                              | Kobyla Góra                                                    | Rybin                                                          | Kobyla Góra                                                    |                                                                |
| Wielkopolski IOSG Poznań                                       | IG nr 12 „Ostrów”                                              | Kobyla Góra                                                    | Pisarzowice                                                    | Kobyla Góra                                                    |                                                                |
| Wielkopolski IOSG Poznań                                       | IG nr 12 „Ostrów”                                              | Bralin                                                         | Słupia                                                         | Bralin                                                         |                                                                |
| Wielkopolski IOSG Poznań                                       | IG nr 12 „Ostrów”                                              | Bralin                                                         | Miechów                                                        | Bralin                                                         |                                                                |
| Wielkopolski IOSG Poznań                                       | IG nr 12 „Ostrów”                                              | Bralin                                                         | Trębaczów                                                      | Bralin                                                         |                                                                |
| Wielkopolski IOSG Poznań                                       | IG nr 12 „Ostrów”                                              | Rychtal                                                        | Drożki                                                         |                                                                |                                                                |
| Wielkopolski IOSG Poznań                                       | IG nr 12 „Ostrów”                                              | Rychtal                                                        | Rychtal                                                        | Rychtal                                                        |                                                                |
| Wielkopolski IOSG Poznań                                       | IG nr 12 „Ostrów”                                              | Rychtal                                                        | Skoroszów                                                      | Kępno                                                          |                                                                |
| Wielkopolski IOSG Poznań                                       | IG nr 12 „Ostrów”                                              | Rychtal                                                        | Proszów                                                        |                                                                |                                                                |
| Wielkopolski IOSG Poznań                                       | IG nr 12 „Ostrów”                                              | Laski                                                          | Buczek                                                         | Laski                                                          |                                                                |
| Wielkopolski IOSG Poznań                                       | IG nr 12 „Ostrów”                                              | Laski                                                          | Wodziczna                                                      | Laski                                                          |                                                                |
| Wielkopolski IOSG Poznań                                       | IG nr 12 „Ostrów”                                              | Laski                                                          | Janówka                                                        | Laski                                                          |                                                                |
| Wielkopolski IOSG Poznań                                       | IG nr 12 „Ostrów”                                              | Laski                                                          | Siemianice                                                     | Laski                                                          |                                                                |
| Wielkopolski IOSG Poznań                                       | IG nr 13 „Wieluń”                                              | Dzietrzkowice                                                  | Chróścin                                                       | Bolesławiec                                                    |                                                                |
| Wielkopolski IOSG Poznań                                       | IG nr 13 „Wieluń”                                              | Dzietrzkowice                                                  | Gola                                                           | Dzietrzkowice                                                  |                                                                |
| Wielkopolski IOSG Poznań                                       | IG nr 13 „Wieluń”                                              | Dzietrzkowice                                                  | Wójcin                                                         | Skomlin                                                        |                                                                |
| Wielkopolski IOSG Poznań                                       | IG nr 13 „Wieluń”                                              | Dzietrzkowice                                                  | Krupka                                                         |                                                                |                                                                |
| Wielkopolski IOSG Poznań                                       | IG nr 13 „Wieluń”                                              | Dzietrzkowice                                                  | Toplin                                                         |                                                                |                                                                |
| Wielkopolski IOSG Poznań                                       | IG nr 13 „Wieluń”                                              | Praszka                                                        | Kik                                                            | Komorniki                                                      |                                                                |
| Wielkopolski IOSG Poznań                                       | IG nr 13 „Wieluń”                                              | Praszka                                                        | Przedmoście                                                    | Praszka                                                        |                                                                |
| Wielkopolski IOSG Poznań                                       | IG nr 13 „Wieluń”                                              | Praszka                                                        | Praszka                                                        | Strojec                                                        |                                                                |
| Wielkopolski IOSG Poznań                                       | IG nr 13 „Wieluń”                                              | Praszka                                                        | Wygiełdów                                                      |                                                                |                                                                |
| Wielkopolski IOSG Poznań                                       | IG nr 13 „Wieluń”                                              | Rudniki                                                        | Prosna                                                         | Rudniki                                                        |                                                                |
| Wielkopolski IOSG Poznań                                       | IG nr 13 „Wieluń”                                              | Rudniki                                                        | Jelonki                                                        | Jaworzno                                                       |                                                                |
| Wielkopolski IOSG Poznań                                       | IG nr 13 „Wieluń”                                              | Rudniki                                                        | Pieńki                                                         | Wieluń                                                         |                                                                |
| Wielkopolski IOSG Poznań                                       | IG nr 13 „Wieluń”                                              | Rudniki                                                        | Starokrzepice                                                  |                                                                |                                                                |
| Wielkopolski IOSG Poznań                                       | IG nr 13 „Wieluń”                                              |                                                                | Panki                                                          | Podłęże Królewskie                                             | Panki                                                          |
| Wielkopolski IOSG Poznań                                       | IG nr 13 „Wieluń”                                              | Podłęże Szlacheckie                                            | Panki                                                          |                                                                | Panki                                                          |
| Wielkopolski IOSG Poznań                                       | IG nr 13 „Wieluń”                                              | Stany                                                          | Panki                                                          |                                                                | Panki                                                          |
| Wielkopolski IOSG Poznań                                       | IG nr 13 „Wieluń”                                              | Kluczno                                                        | Panki                                                          |                                                                | Panki                                                          |
| Ślaski IOSG Katowice                                           | IG nr 14 „Lubliniec”                                           | Herby                                                          | Kamińsko                                                       | Herby                                                          |                                                                |
| Ślaski IOSG Katowice                                           | IG nr 14 „Lubliniec”                                           | Herby                                                          | Łepki                                                          | Herby                                                          |                                                                |
| Ślaski IOSG Katowice                                           | IG nr 14 „Lubliniec”                                           | Herby                                                          | Barszczok                                                      | Herby                                                          |                                                                |
| Ślaski IOSG Katowice                                           | IG nr 14 „Lubliniec”                                           | Herby                                                          | Pawełki                                                        | Herby                                                          |                                                                |
| Ślaski IOSG Katowice                                           | IG nr 14 „Lubliniec”                                           | Lubliniec                                                      | Glinica                                                        | Lubliniec                                                      |                                                                |
| Ślaski IOSG Katowice                                           | IG nr 14 „Lubliniec”                                           | Lubliniec                                                      | Pawonków                                                       | Lubliniec                                                      |                                                                |
| Ślaski IOSG Katowice                                           | IG nr 14 „Lubliniec”                                           | Lubliniec                                                      | Kośmidry                                                       | Lubliniec                                                      |                                                                |
| Ślaski IOSG Katowice                                           | IG nr 14 „Lubliniec”                                           | Lubliniec                                                      | Solarnia                                                       | Lubliniec                                                      |                                                                |
| Ślaski IOSG Katowice                                           | IG nr 14 „Lubliniec”                                           | Lubliniec                                                      | Kokotek                                                        | Lubliniec                                                      |                                                                |
| Ślaski IOSG Katowice                                           | IG nr 14 „Lubliniec”                                           | Kalety                                                         | Brusiek                                                        | Kalety                                                         |                                                                |
| Ślaski IOSG Katowice                                           | IG nr 14 „Lubliniec”                                           | Kalety                                                         | Mikołeska                                                      |                                                                |                                                                |
| Ślaski IOSG Katowice                                           | IG nr 14 „Lubliniec”                                           | Kalety                                                         | Boruszowice                                                    |                                                                |                                                                |
| Ślaski IOSG Katowice                                           | IG nr 14 „Lubliniec”                                           | Tarnowskie Góry                                                | Strzybnica                                                     | Tarnowskie Góry                                                |                                                                |
| Ślaski IOSG Katowice                                           | IG nr 14 „Lubliniec”                                           | Tarnowskie Góry                                                | Tarnowice Stare                                                |                                                                |                                                                |
| Ślaski IOSG Katowice                                           | IG nr 14 „Lubliniec”                                           | Tarnowskie Góry                                                | Repty Nowe                                                     |                                                                |                                                                |
| Ślaski IOSG Katowice                                           | IG nr 14 „Lubliniec”                                           | Tarnowskie Góry                                                | Sucha Góra                                                     |                                                                |                                                                |
| Ślaski IOSG Katowice                                           | IG nr 15 „Królewska Huta”                                      | Kamień                                                         | Szarlej                                                        | Kamień                                                         |                                                                |
| Ślaski IOSG Katowice                                           | IG nr 15 „Królewska Huta”                                      | Kamień                                                         | Brzeziny                                                       |                                                                |                                                                |
| Ślaski IOSG Katowice                                           | IG nr 15 „Królewska Huta”                                      | Lipiny                                                         | Łagiewniki                                                     | Lipiny                                                         |                                                                |
| Ślaski IOSG Katowice                                           | IG nr 15 „Królewska Huta”                                      | Lipiny                                                         | Ożegów                                                         | Królewska Huta                                                 |                                                                |
| Ślaski IOSG Katowice                                           | IG nr 15 „Królewska Huta”                                      | Lipiny                                                         | Rudzka Kuźnica                                                 | Katowice                                                       |                                                                |
| Ślaski IOSG Katowice                                           | IG nr 15 „Królewska Huta”                                      | Lipiny                                                         | Ruda                                                           |                                                                |                                                                |
| Ślaski IOSG Katowice                                           | IG nr 15 „Królewska Huta”                                      | Lipiny                                                         | Karol Emanuel                                                  |                                                                |                                                                |
| Ślaski IOSG Katowice                                           | IG nr 15 „Królewska Huta”                                      | Bielszowice                                                    | Pawłów                                                         | Bielszowice                                                    |                                                                |
| Ślaski IOSG Katowice                                           | IG nr 15 „Królewska Huta”                                      | Bielszowice                                                    | Kończyce                                                       |                                                                |                                                                |
| Ślaski IOSG Katowice                                           | IG nr 15 „Królewska Huta”                                      | Bielszowice                                                    | Makoszowy                                                      |                                                                |                                                                |
| Ślaski IOSG Katowice                                           | IG nr 15 „Królewska Huta”                                      | Knurów                                                         | Przyszowice                                                    | Szczygłowice                                                   |                                                                |
| Ślaski IOSG Katowice                                           | IG nr 15 „Królewska Huta”                                      | Knurów                                                         | Knurów                                                         |                                                                |                                                                |
| Ślaski IOSG Katowice                                           | IG nr 15 „Królewska Huta”                                      | Knurów                                                         | Krywałd                                                        |                                                                |                                                                |
| Ślaski IOSG Katowice                                           | IG nr 16 „Rybnik”                                              | Rybnik                                                         | Wilcza Dolina                                                  | Bogunice                                                       |                                                                |
| Ślaski IOSG Katowice                                           | IG nr 16 „Rybnik”                                              | Rybnik                                                         | Ochojec                                                        | Rybnik                                                         |                                                                |
| Ślaski IOSG Katowice                                           | IG nr 16 „Rybnik”                                              | Rybnik                                                         | Chwałęcice                                                     |                                                                |                                                                |
| Ślaski IOSG Katowice                                           | IG nr 16 „Rybnik”                                              | Rybnik                                                         | Sumina                                                         |                                                                |                                                                |
| Ślaski IOSG Katowice                                           | IG nr 16 „Rybnik”                                              | Kornowac                                                       | Raszczyce                                                      | Kornowac                                                       |                                                                |
| Ślaski IOSG Katowice                                           | IG nr 16 „Rybnik”                                              | Kornowac                                                       | Brzezie                                                        |                                                                |                                                                |
| Ślaski IOSG Katowice                                           | IG nr 16 „Rybnik”                                              | Kornowac                                                       | Ligota Twerkowska                                              |                                                                |                                                                |
| Ślaski IOSG Katowice                                           | IG nr 16 „Rybnik”                                              | Kornowac                                                       | Buków                                                          |                                                                |                                                                |
| Ślaski IOSG Katowice                                           | IG nr 16 „Rybnik”                                              | Gorzyce                                                        | Olza                                                           | Gorzyce                                                        |                                                                |
| Ślaski IOSG Katowice                                           | IG nr 16 „Rybnik”                                              | Gorzyce                                                        | Gorzyczki                                                      | Moszczenica                                                    |                                                                |
| Ślaski IOSG Katowice                                           | IG nr 16 „Rybnik”                                              | Gorzyce                                                        | Godów                                                          |                                                                |                                                                |
| Ślaski IOSG Katowice                                           | IG nr 16 „Rybnik”                                              | Gorzyce                                                        | Skrobieńsko                                                    |                                                                |                                                                |
| Ślaski IOSG Katowice                                           | IG nr 16 „Rybnik”                                              | Zebrzydowice                                                   | Ruptawa                                                        | Zebrzydowice                                                   |                                                                |
| Ślaski IOSG Katowice                                           | IG nr 16 „Rybnik”                                              | Zebrzydowice                                                   | Marklowice                                                     |                                                                |                                                                |
| Ślaski IOSG Katowice                                           | IG nr 16 „Rybnik”                                              | Zebrzydowice                                                   | Kaczyce Dolne                                                  |                                                                |                                                                |
| Ślaski IOSG Katowice                                           | IG nr 16 „Rybnik”                                              | Zebrzydowice                                                   | Pogwizdów                                                      |                                                                |                                                                |
| Ślaski IOSG Katowice                                           | IG nr 17 „Bielsko”                                             | Cieszyn                                                        | Boguszowice                                                    | Bielsko                                                        |                                                                |
| Ślaski IOSG Katowice                                           | IG nr 17 „Bielsko”                                             | Cieszyn                                                        | Cieszyn                                                        | Cieszyn                                                        |                                                                |
| Ślaski IOSG Katowice                                           | IG nr 17 „Bielsko”                                             | Cieszyn                                                        | Punców                                                         |                                                                |                                                                |
| Ślaski IOSG Katowice                                           | IG nr 17 „Bielsko”                                             | Ustroń                                                         | Leszna Górna                                                   | Ustroń                                                         |                                                                |
| Ślaski IOSG Katowice                                           | IG nr 17 „Bielsko”                                             | Ustroń                                                         | Poniwiec                                                       |                                                                |                                                                |
| Ślaski IOSG Katowice                                           | IG nr 17 „Bielsko”                                             | Ustroń                                                         | Jawornik                                                       |                                                                |                                                                |
| Ślaski IOSG Katowice                                           | IG nr 17 „Bielsko”                                             | Ustroń                                                         | Wisła                                                          |                                                                |                                                                |
| Ślaski IOSG Katowice                                           | IG nr 17 „Bielsko”                                             | Jasnowice                                                      | Jasnowice                                                      | Jasnowice                                                      |                                                                |
| Ślaski IOSG Katowice                                           | IG nr 17 „Bielsko”                                             | Jasnowice                                                      | Bestwina                                                       |                                                                |                                                                |
| Ślaski IOSG Katowice                                           | IG nr 17 „Bielsko”                                             | Jasnowice                                                      | Krążelka                                                       |                                                                |                                                                |
| Ślaski IOSG Katowice                                           | IG nr 17 „Bielsko”                                             | Rajcza                                                         | Zwardoń                                                        | Rajcza                                                         |                                                                |
| Ślaski IOSG Katowice                                           | IG nr 17 „Bielsko”                                             | Rajcza                                                         | Sól                                                            |                                                                |                                                                |
| Ślaski IOSG Katowice                                           | IG nr 17 „Bielsko”                                             | Rajcza                                                         | Rajcza                                                         |                                                                |                                                                |
| Ślaski IOSG Katowice                                           | IG nr 17 „Bielsko”                                             | Rajcza                                                         | Przegibek                                                      |                                                                |                                                                |
| Ślaski IOSG Katowice                                           | IG nr 17 „Bielsko”                                             | Rajcza                                                         | Morgi                                                          |                                                                |                                                                |
| Ślaski IOSG Katowice                                           | IG nr 17 „Bielsko”                                             | Rajcza                                                         | Glinka                                                         |                                                                |                                                                |
| Ślaski IOSG Katowice                                           | IG nr 17 „Bielsko”                                             | Rajcza                                                         | Złatna                                                         |                                                                |                                                                |
| Ślaski IOSG Katowice                                           | IG nr 17 „Bielsko”                                             | Korbielów                                                      | Sopotnia                                                       | Korbielów                                                      |                                                                |
| Ślaski IOSG Katowice                                           | IG nr 17 „Bielsko”                                             | Korbielów                                                      | Kamienna                                                       |                                                                |                                                                |
| Ślaski IOSG Katowice                                           | IG nr 17 „Bielsko”                                             | Korbielów                                                      | Głuchaczki                                                     |                                                                |                                                                |
| Małopolski IOSG Sanok                                          | IG nr 18 „Nowy Targ”                                           | Jabłonka                                                       | Zawoja                                                         | Jabłonka                                                       |                                                                |
| Małopolski IOSG Sanok                                          | IG nr 18 „Nowy Targ”                                           | Jabłonka                                                       | Roztoki                                                        |                                                                |                                                                |
| Małopolski IOSG Sanok                                          | IG nr 18 „Nowy Targ”                                           | Jabłonka                                                       | Lipnica Wielka                                                 |                                                                |                                                                |
| Małopolski IOSG Sanok                                          | IG nr 18 „Nowy Targ”                                           | Jabłonka                                                       | Chyżne                                                         |                                                                |                                                                |
| Małopolski IOSG Sanok                                          | IG nr 18 „Nowy Targ”                                           | Czarny Dunajec                                                 | Podczerwone                                                    | Czarny Dunajec                                                 |                                                                |
| Małopolski IOSG Sanok                                          | IG nr 18 „Nowy Targ”                                           | Czarny Dunajec                                                 | Chochołów                                                      | Nowy Targ                                                      |                                                                |
| Małopolski IOSG Sanok                                          | IG nr 18 „Nowy Targ”                                           | Czarny Dunajec                                                 | Witów                                                          |                                                                |                                                                |
| Małopolski IOSG Sanok                                          | IG nr 18 „Nowy Targ”                                           | Czarny Dunajec                                                 | Kościelisko                                                    |                                                                |                                                                |
| Małopolski IOSG Sanok                                          | IG nr 18 „Nowy Targ”                                           | Zakopane                                                       | Kuźnice                                                        | Zakopane                                                       |                                                                |
| Małopolski IOSG Sanok                                          | IG nr 18 „Nowy Targ”                                           | Zakopane                                                       | Hala Gąsienicowa                                               |                                                                |                                                                |
| Małopolski IOSG Sanok                                          | IG nr 18 „Nowy Targ”                                           | Zakopane                                                       | Łysa Polana                                                    |                                                                |                                                                |
| Małopolski IOSG Sanok                                          | IG nr 18 „Nowy Targ”                                           | Zakopane                                                       | Jurgów                                                         |                                                                |                                                                |
| Małopolski IOSG Sanok                                          | IG nr 18 „Nowy Targ”                                           | Zakopane                                                       | Łapszanka                                                      |                                                                |                                                                |
| Małopolski IOSG Sanok                                          | IG nr 18 „Nowy Targ”                                           | Krościenko                                                     | Kacwin                                                         | Krościenko                                                     |                                                                |
| Małopolski IOSG Sanok                                          | IG nr 18 „Nowy Targ”                                           | Krościenko                                                     | Niedzica                                                       |                                                                |                                                                |
| Małopolski IOSG Sanok                                          | IG nr 18 „Nowy Targ”                                           | Krościenko                                                     | Sromowce Niżne                                                 |                                                                |                                                                |
| Małopolski IOSG Sanok                                          | IG nr 18 „Nowy Targ”                                           | Krościenko                                                     | Szczawnica                                                     |                                                                |                                                                |
| Małopolski IOSG Sanok                                          | IG nr 18 „Nowy Targ”                                           | Krościenko                                                     | Jaworki                                                        |                                                                |                                                                |
| Małopolski IOSG Sanok                                          | IG nr 19 „Krosno”                                              | Piwniczna                                                      | Czercz                                                         | Piwniczna                                                      |                                                                |
| Małopolski IOSG Sanok                                          | IG nr 19 „Krosno”                                              | Piwniczna                                                      | Piwniczna                                                      |                                                                |                                                                |
| Małopolski IOSG Sanok                                          | IG nr 19 „Krosno”                                              | Piwniczna                                                      | Wierchomla                                                     |                                                                |                                                                |
| Małopolski IOSG Sanok                                          | IG nr 19 „Krosno”                                              | Piwniczna                                                      | Żegiestów                                                      |                                                                |                                                                |
| Małopolski IOSG Sanok                                          | IG nr 19 „Krosno”                                              | Muszyna                                                        | Milik                                                          | Muszyna                                                        |                                                                |
| Małopolski IOSG Sanok                                          | IG nr 19 „Krosno”                                              | Muszyna                                                        | Leluchów                                                       | Krosno                                                         |                                                                |
| Małopolski IOSG Sanok                                          | IG nr 19 „Krosno”                                              | Muszyna                                                        | Wojkowa                                                        |                                                                |                                                                |
| Małopolski IOSG Sanok                                          | IG nr 19 „Krosno”                                              | Muszyna                                                        | Tylicz                                                         |                                                                |                                                                |
| Małopolski IOSG Sanok                                          | IG nr 19 „Krosno”                                              | Gładyszów                                                      | Izby                                                           | Gładyszów                                                      |                                                                |
| Małopolski IOSG Sanok                                          | IG nr 19 „Krosno”                                              | Gładyszów                                                      | Wysowa                                                         |                                                                |                                                                |
| Małopolski IOSG Sanok                                          | IG nr 19 „Krosno”                                              | Gładyszów                                                      | Zdynia                                                         |                                                                |                                                                |
| Małopolski IOSG Sanok                                          | IG nr 19 „Krosno”                                              | Gładyszów                                                      | Radocyna                                                       |                                                                |                                                                |
| Małopolski IOSG Sanok                                          | IG nr 19 „Krosno”                                              | Krempna                                                        | Grab                                                           | Polany                                                         |                                                                |
| Małopolski IOSG Sanok                                          | IG nr 19 „Krosno”                                              | Krempna                                                        | Huta Polańska                                                  |                                                                |                                                                |
| Małopolski IOSG Sanok                                          | IG nr 19 „Krosno”                                              | Krempna                                                        | Olchowice                                                      |                                                                |                                                                |
| Małopolski IOSG Sanok                                          | IG nr 19 „Krosno”                                              | Krempna                                                        | Barwinek                                                       |                                                                |                                                                |
| Małopolski IOSG Sanok                                          | IG nr 19 „Krosno”                                              | Jaśliska                                                       | Czeremcha                                                      | Jaśliska                                                       |                                                                |
| Małopolski IOSG Sanok                                          | IG nr 19 „Krosno”                                              | Jaśliska                                                       | Wola Wyżna                                                     |                                                                |                                                                |
| Małopolski IOSG Sanok                                          | IG nr 19 „Krosno”                                              | Jaśliska                                                       | Jasiel                                                         |                                                                |                                                                |
| Małopolski IOSG Sanok                                          | IG nr 19 „Krosno”                                              | Jaśliska                                                       | Wisłok Wielki                                                  |                                                                |                                                                |
| Małopolski IOSG Sanok                                          | IG nr 20 „Sambor”                                              | Wola Michowa                                                   | Radoszyce                                                      | Wola Michowa                                                   |                                                                |
| Małopolski IOSG Sanok                                          | IG nr 20 „Sambor”                                              | Wola Michowa                                                   | Łupków                                                         | Cisna                                                          |                                                                |
| Małopolski IOSG Sanok                                          | IG nr 20 „Sambor”                                              | Wola Michowa                                                   | Maniów                                                         | Sanok                                                          |                                                                |
| Małopolski IOSG Sanok                                          | IG nr 20 „Sambor”                                              | Wola Michowa                                                   | Roztoki                                                        |                                                                |                                                                |
| Małopolski IOSG Sanok                                          | IG nr 20 „Sambor”                                              | Dwernik                                                        | Wetlina                                                        | Dwernik                                                        |                                                                |
| Małopolski IOSG Sanok                                          | IG nr 20 „Sambor”                                              | Dwernik                                                        | Berehry Górne                                                  | Sambor                                                         |                                                                |
| Małopolski IOSG Sanok                                          | IG nr 20 „Sambor”                                              | Dwernik                                                        | Ustrzyki Górne                                                 |                                                                |                                                                |
| Małopolski IOSG Sanok                                          | IG nr 20 „Sambor”                                              | Dwernik                                                        | Wołosate                                                       |                                                                |                                                                |
| Małopolski IOSG Sanok                                          | IG nr 20 „Sambor”                                              | Borynia                                                        | Bieniowa                                                       | Borynia                                                        |                                                                |
| Małopolski IOSG Sanok                                          | IG nr 20 „Sambor”                                              | Borynia                                                        | Sianki                                                         |                                                                |                                                                |
| Małopolski IOSG Sanok                                          | IG nr 20 „Sambor”                                              | Borynia                                                        | Butla                                                          |                                                                |                                                                |
| Małopolski IOSG Sanok                                          | IG nr 20 „Sambor”                                              | Borynia                                                        | Libuchora                                                      |                                                                |                                                                |
| Małopolski IOSG Sanok                                          | IG nr 20 „Sambor”                                              | Smorze                                                         | Husne Wyżne                                                    | Smorze                                                         |                                                                |
| Małopolski IOSG Sanok                                          | IG nr 20 „Sambor”                                              | Smorze                                                         | Krywka                                                         |                                                                |                                                                |
| Małopolski IOSG Sanok                                          | IG nr 20 „Sambor”                                              | Smorze                                                         | Klimiec                                                        |                                                                |                                                                |
| Małopolski IOSG Sanok                                          | IG nr 20 „Sambor”                                              | Smorze                                                         | Żupanie                                                        |                                                                |                                                                |
| Małopolski IOSG Sanok                                          | IG nr 21 „Stryj”                                               | Sławsko                                                        | Wyżłów                                                         | Sławsko                                                        |                                                                |
| Małopolski IOSG Sanok                                          | IG nr 21 „Stryj”                                               | Sławsko                                                        | Oporzec                                                        | Stryj                                                          |                                                                |
| Małopolski IOSG Sanok                                          | IG nr 21 „Stryj”                                               | Sławsko                                                        | Chaszczowanie                                                  |                                                                |                                                                |
| Małopolski IOSG Sanok                                          | IG nr 21 „Stryj”                                               | Sławsko                                                        | Jelenkowate                                                    |                                                                |                                                                |
| Małopolski IOSG Sanok                                          | IG nr 21 „Stryj”                                               | Ludwikówka                                                     | Seneczów                                                       | Ludwikówka                                                     |                                                                |
| Małopolski IOSG Sanok                                          | IG nr 21 „Stryj”                                               | Ludwikówka                                                     | Wyszków                                                        |                                                                |                                                                |
| Małopolski IOSG Sanok                                          | IG nr 21 „Stryj”                                               | Ludwikówka                                                     | Beskid klausa                                                  |                                                                |                                                                |
| Małopolski IOSG Sanok                                          | IG nr 21 „Stryj”                                               | Porohy                                                         | Osmołoda                                                       | Porohy                                                         |                                                                |
| Małopolski IOSG Sanok                                          | IG nr 21 „Stryj”                                               | Porohy                                                         | Huta Tarniczka                                                 |                                                                |                                                                |
| Małopolski IOSG Sanok                                          | IG nr 21 „Stryj”                                               | Porohy                                                         | Rafajłowa                                                      |                                                                |                                                                |
| Małopolski IOSG Sanok                                          | IG nr 21 „Stryj”                                               | Porohy                                                         | Zielona                                                        |                                                                |                                                                |
| Małopolski IOSG Sanok                                          | IG nr 21 „Stryj”                                               | Worochta                                                       | Polanica                                                       | Worochta                                                       |                                                                |
| Małopolski IOSG Sanok                                          | IG nr 21 „Stryj”                                               | Worochta                                                       | Jabłonica                                                      | Andzeluza                                                      |                                                                |
| Małopolski IOSG Sanok                                          | IG nr 21 „Stryj”                                               | Worochta                                                       | Woronienka                                                     |                                                                |                                                                |
| Małopolski IOSG Sanok                                          | IG nr 21 „Stryj”                                               | Worochta                                                       | Howerla                                                        |                                                                |                                                                |
| Małopolski IOSG Sanok                                          | IG nr 22 „Kołomyja”                                            | Żabie                                                          | Bystrzec                                                       | Żabie                                                          |                                                                |
| Małopolski IOSG Sanok                                          | IG nr 22 „Kołomyja”                                            | Żabie                                                          | Szybeny                                                        | Krzyworównia                                                   |                                                                |
| Małopolski IOSG Sanok                                          | IG nr 22 „Kołomyja”                                            | Żabie                                                          | Hryniawa                                                       | Krzywopole                                                     |                                                                |
| Małopolski IOSG Sanok                                          | IG nr 22 „Kołomyja”                                            | Żabie                                                          | Fereskula                                                      |                                                                |                                                                |
| Małopolski IOSG Sanok                                          | IG nr 22 „Kołomyja”                                            | Żabie                                                          | Dołhopole                                                      |                                                                |                                                                |
| Małopolski IOSG Sanok                                          | IG nr 22 „Kołomyja”                                            | Żabie                                                          | Uścieryki                                                      |                                                                |                                                                |
| Małopolski IOSG Sanok                                          | IG nr 22 „Kołomyja”                                            | Kosów                                                          | Białoberezka                                                   | Kosów                                                          |                                                                |
| Małopolski IOSG Sanok                                          | IG nr 22 „Kołomyja”                                            | Kosów                                                          | Roztoki                                                        | Rożan                                                          |                                                                |
| Małopolski IOSG Sanok                                          | IG nr 22 „Kołomyja”                                            | Kosów                                                          | Kuty                                                           |                                                                |                                                                |
| Małopolski IOSG Sanok                                          | IG nr 22 „Kołomyja”                                            | Kosów                                                          | Rybno                                                          |                                                                |                                                                |
| Małopolski IOSG Sanok                                          | IG nr 22 „Kołomyja”                                            | Śniatyn                                                        | Tuczapy                                                        | Śniatyn                                                        |                                                                |
| Małopolski IOSG Sanok                                          | IG nr 22 „Kołomyja”                                            | Śniatyn                                                        | Załucze                                                        |                                                                |                                                                |
| Małopolski IOSG Sanok                                          | IG nr 22 „Kołomyja”                                            | Śniatyn                                                        | Zawale                                                         |                                                                |                                                                |
| Małopolski IOSG Sanok                                          | IG nr 22 „Kołomyja”                                            | Śniatyn                                                        | Kułaczyn                                                       |                                                                |                                                                |
| Małopolski IOSG Sanok                                          | IG nr 22 „Kołomyja”                                            | Śniatyn                                                        | Potoczek                                                       |                                                                |                                                                |
| Małopolski IOSG Sanok                                          | IG nr 22 „Kołomyja”                                            | Horodenka                                                      | Stecowa                                                        | Horodenka                                                      |                                                                |
| Małopolski IOSG Sanok                                          | IG nr 22 „Kołomyja”                                            | Horodenka                                                      | Jasieniów Polny                                                |                                                                |                                                                |
| Małopolski IOSG Sanok                                          | IG nr 22 „Kołomyja”                                            | Horodenka                                                      | Serafińce                                                      |                                                                |                                                                |
| Małopolski IOSG Sanok                                          | IG nr 22 „Kołomyja”                                            | Horodenka                                                      | Probabin                                                       |                                                                |                                                                |